# Министерство юстиции Греции
Министерство юстиции Греции (греч. Υπουργείο Δικαιοσύνης) — правительственное ведомство Греции, осуществляющее руководство правовой и судебной системой страны. Основано 26 января 1833 года во время нахождения на посту премьер-министра Греции Спиридоне Трикуписе, заменив государственный секретариат юстиции (Γραμματεία της Επικράτειας επί της Δικαιοσύνης) в правительстве Каподистрии. 7 октября 2009 года переименовано в Министерство юстиции, прозрачности и прав человека (Υπουργείο Δικαιοσύνης, Διαφάνειας και Ανθρωπίνων Δικαιωμάτων). 8 июля 2019 года министерству возвращено прежнее название. Министром с 27 июня 2023 года является Йоргос Флоридис.

## Список министров
Министры юстиции:
- 1974 Папаконстантину, Константинос
- 1974 Икономопулос, Георгиос
- 1974—1977 Стефанакис, Константинос
- 1977 Янгас, Спиридон
- 1977—1981 Стаматис, Георгиос
- 1981 Рангас, Солон
- 1981—1982 Александрис, Эфстатиос
- 1982—1984 Мангакис, Георгиос-Александрос
- 1984 Папандониу, Николаос
- 1984—1985 Мангакис, Георгиос-Александрос
- 1985 Кунугерис, Константинос
- 1985 Папаиоанну, Мильтиадис
- 1985—1986 Мангакис, Георгиос-Александрос
- 1986—1987 Какламанис, Апостолос
- 1987 Веривакис, Элефтериос
- 1987—1988 Куцойоргас, Мениос
- 1988—1989 Ротис, Василиос
- 1989 Скуларикис, Яннис
- 1989 Стаматис, Константинос
- 1989 Кувелис, Фотис
- 1989—1990 Стаматис, Константинос
- 1990—1991 Канеллопулос, Атанасиос
- 1991—1992 Папаконстантину, Михалис
- 1992 Варвициотис, Иоаннис
- 1992—1993 Бенаки-Псаруда, Анна
- 1993 Плайянакос, Георгиос
- 1993—1995 Кувелакис, Георгиос
- 1995 Пепонис, Анастасиос
- 1995—1996 Поттакис, Иоаннис
- 1996 Венизелос, Евангелос
- 1996 Фатурос, Арьирис
- 1996—2000 Яннопулос, Евангелос
- 2000 Гургуракис, Димитриос
- 2000—2001 Статопулос, Михаил
- 2001—2004 Пецальникос, Филиппос
- 2004—2007 Папалигурас, Анастасиос
- 2007—2009 Хатзигакис, Сотирис
- 2009 Дендиас, Никос

Министры юстиции, прозрачности и прав человека:
- 2009—2011 Кастанидис, Харис
- 2011—2012 Папаиоанну, Мильтиадис
- 2012 Герарис, Христос
- 2012—2013 Рупакиотис, Антонис
- 2013—2015 Атанасиу, Хараламбос
- 2015—2016 Параскевопулос, Никос
- 2015 Папангелопулос, Димитриос
- 2015—2016 Параскевопулос, Никос
- 2016—2018 Кондонис, Ставрос
- 2018—2019 Калогиру, Михалис

Министры юстиции
- 9 июля 2019 — 26 мая 2023 Цьярас, Костас
- 26 мая — 27 июня 2023 Филиппос Спиропулос
- 27 июня 2023 — н. в. Йоргос Флоридис[греч.]